# Gekko iskandari
Gekko iskandari là một loài thằn lằn trong họ Gekkonidae. Loài này được Brown, Supriatna & Ota mô tả khoa học đầu tiên năm 2000 dưới danh pháp Luperosaurus iskandari.
Năm 2012 Brown et al. tạm thời chuyển nó sang chi Gekko, do cho rằng nó có quan hệ họ hàng gần với Gekko vittatus và Gekko grossmanni hơn là với các loài Luperosaurus. Nghiên cứu của Wood et al. (2020) xác nhận điều này và xếp nó trong phân chi Sundagekko của chi Gekko.
Phân bố: Indonesia (Sulawesi = Celebes).

## Từ nguyên
Tính ngữ định danh iskandari là để vinh danh nhà bò sát học người Indonesia là Djoko Tjahono Iskandar.